# Stephen Sondheim Theatre
Lo Stephen Sondheim Theatre, precedentemente noto come Herny Miller's Theatre e Kit Kat Club, è un teatro di Broadway sito nel quartiere di Midtown Manhattan a New York.

## Storia
Il teatro, progettato da Paul R. Allen in stile neoclassico, fu commissionato dal produttore Henry Miller, che diede anche il proprio nome al teatro. L'Henry Miller Theatre aprì al pubblico il 1º aprile 1918 e fu il primo teatro di Broadway con l'aria condizionata. Il teatro ottenne il debutto con la commedia Il vortice di Noel Coward (1926) e godette di un enorme successo tra gli anni trenta e sessanta grazie alle esibizioni di star teatrali del calibro di Helen Hayes, Leslie Howard, Lillian Gish, Douglas Fairbanks e Ruth Chatterton.
Nel 1966 la famiglia Miller vendette il teatro alla Nederlander Organization, che due anni dopo lo rivendette a Seymour Durst. Il teatro fu quindi convertito in un cinema e poi in un cinema a luci rosse con il nome di Avon-at-the-Hudson. Nel 1978 fu convertito nella popolare discoteca Xenox, mentre nel 1985 l'edificio fu riaperto al pubblico come un night club chiamato SHOUT. Solo nel 1998 l'ex-Henry Miller tornò alla sua funzione originale quando ospitò la produzione della Donmar Warehouse del musical Cabaret e per l'occasione fu ribattezzato Kit Kat Club, come il club in cui il musical stesso è ambientato. Lo spettacolo fu successivamente spostato allo studio 54, ma mantenne il nome di Kit Kit Club per altri due anni, rimanendo attivo come night club.
Nel 2001 l'edificio fu definitivamente riconvertito a teatro e ribattezzato Henry Miller Theatre. Il "nuovo" teatro fu inaugurato con il musical Urinetown (2001), che rimase in cartellone fino al 2004 per quasi mille rappresentazioni. Nel 2004 il teatro fu chiuso e completamente ristrutturato, oltre ad essere incorporato nella Bank of America Tower. Il teatro rimase chiuso per cinque anni, durante i quali la Roundabout Theatre Company lo acquistò (2007). Nel 2009 il teatro riaprì al pubblico con un revival di Bye Bye Birdie, mentre l'anno successivo il teatro fu ribattezzato Stephen Sondheim Theatre in occasione dell'ottantesimo compleanno del compositore.